# پارک ملی ال هوسیما
پارک ملی ال هوسیما (به فرانسوی: Parc national d'Al Hoceïma) یک پارک ملی در مراکش است که در Al Hoceïma Province واقع شده‌است.